# ツノメドリ
ツノメドリ（角目鳥、学名：Fratercula corniculata）は、チドリ目ウミスズメ科に分類される海鳥である。

## 分布
北太平洋に分布する。
カムチャツカ半島からチュクチ半島、アラスカ西部、アリューシャン列島などのベーリング海沿岸や千島列島で繁殖し、冬期はやや南に移動する。
日本では繁殖せず、冬に北日本の海上で少数が観察される。
少ないが日本の夏期の観察例もある。北海道東部の大黒島や霧多布では、過去、夏羽のものが島の周辺を飛びまわり、崖の穴に入ったという観察例があり、また霧多布では1978年7月と、1980年7月に観察されている。繁殖期に北海道や北日本の航路でも観察されることがあり、択捉島、色丹島での繁殖記録もある。
同じツノメドリ属のニシツノメドリ (Fratercula arctica) は、大西洋北部で繁殖する。国の鳥ではないがアイスランドなどにおいて非常にポピュラーな種であり、周辺地域を含めての象徴的な存在でもある。

## 形態
体長は40cmほどでハトより大きい。太くて縦に平たいくちばしが最大の特徴で、縦に数本の溝があり、根元が黄色で先が赤い。胸から腹は白く、腹と顔以外の羽毛は黒い。
冬羽では顔が灰色でくちばしもくすんだ色だが、夏羽ではくちばしの色があざやかになり、顔が白くなる。目の上と後ろに黒くて細いもようができ、名前のとおり目から角が生えたようになる。
似ている上に分布域が重なるエトピリカは胸と腹が黒い。またニシツノメドリもよく似ているが、くちばしの根元が灰青色で、分布がほとんど重ならない。

## 生態
非繁殖期は外洋で過ごす。短い翼をたくみに使って潜水し、おもに魚類を捕食する。くちばしの縁は鋭いギザギザで、くわえた魚を逃がさないようにできている。
繁殖期には海に面した断崖の上の地面に集団で巣穴を掘って繁殖する。ヒナが孵化すると親鳥は海で採餌し、くちばしに魚を多数ぶらさげて巣に戻ってくるようになる。一度に多数の魚をくわえられるわけは、とらえた魚を上のくちばしと舌ではさみ、上のくちばしと下のくちばしでさらに魚をとらえることができるからである。